# On l'appelle Trinita
Série
On continue à l'appeler Trinita
(1971)
Pour plus de détails, voir Fiche technique et Distribution.
On l'appelle Trinita (titre original : Lo chiamavano Trinità...) est un film italien réalisé par Enzo Barboni, sorti en 1970.

## Synopsis
Un cow-boy solitaire, fine gâchette, rejoint son frère qui a pris l'identité d'un shérif pour voler les chevaux d'un homme qui veut chasser une communauté mormone de ses terres.

## Fiche technique
- Titre original italien : Lo chiamavano Trinità...
- Titre français : On l'appelle Trinita
- Réalisation : Enzo Barboni
- Scénario : Enzo Barboni
- Musique : Franco Micalizzi
- Pays de production :  Italie
- Langue : italien
- Genre : Comédie, Western
- Durée : 113 minutes
- Dates de sortie :
  - Italie : 22 décembre 1970
  - France : 21 juillet 1971 + 5 novembre 2014 « reprise »

## Distribution
Note : 1er doublage, 1971 ; 2e doublage, 1980.

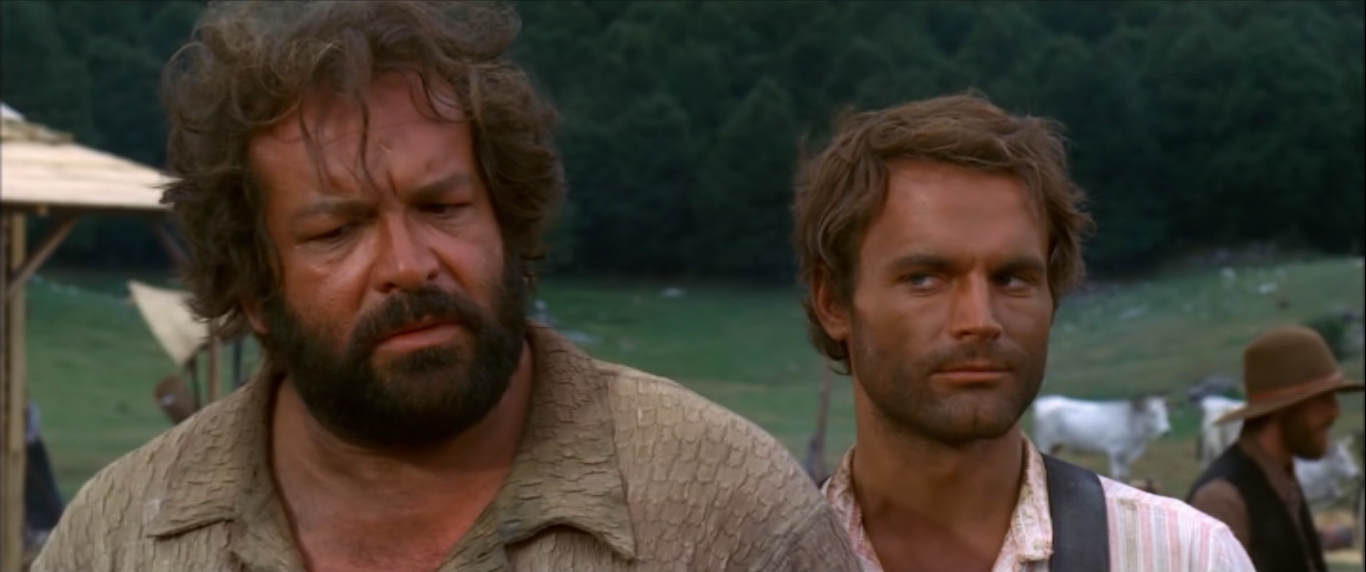
Bud Spencer et Terence Hill

- Terence Hill (VF : Gérard Dessalles ; Patrick Poivey) : Trinita
- Bud Spencer (VF : Michel Barbey ; Claude Bertrand) : Bambino
- Farley Granger (VF : Philippe Ogouz) : le major Harriman
- Dan Sturkie (VF : André Valmy) : frère Tobias
- Steffen Zacharias (VF : Edmond Bernard) : Jonathan
- Gisela Hahn (VF : Sylvie Feit) : Sarah
- Elena Pedemonte (VF : Martine Messager) : Judith
- Ezio Marano (VF : Jean Barney) : Frank Faina dit « Grincheux »
- Luciano Rossi (VF : Denis Boileau) : Timmy dit « Timide »
- Michele Cimarosa : le Mexicain ivre
- Ugo Sasso (VF : Michel Barbey) : le shérif Zoppo
- Remo Capitani (VF : Jacques Deschamps) : Mezcal
- Riccardo Pizzuti (VF : Med Hondo) : Jeff Poivre et Sel
- Paolo Magalotti : un homme du major
- Vito Gagliardi[1],[2] (VF : Edmond Bernard) : Emiliano
- Antonio Monselesan : le chasseur de primes en costume noir à la moustache
- Gaetano Imbró : le chasseur de primes blond du début
- Luigi Bonos : Ozgur, le barman du début
- Dominic Barto : Mortimer, le 2e chasseur de primes en costume noir (non crédité)

## Production

### Genèse et développement
Enzo Barboni a écrit le scénario d'On l'appelle Trinita en 1966 alors qu'il travaillait comme caméraman sur le tournage de Django. À l'origine, l'histoire était plutôt violente, dans la lignée des westerns spaghettis alors en vogue depuis l'immense succès des films de Sergio Leone, et ne comprenait qu'un seul personnage principal.
Barboni aurait à cette occasion proposé le scénario à Franco Nero, interprète de Django dans ledit film. Bien qu'il se montre très intéressé, l'acteur refuse car il projette de s'installer à Hollywood pour poursuivre sa carrière.
Au fil des années, Enzo Barboni peaufine son scénario et décide finalement de centrer l'action sur deux frères nommés Trinita et Bambino.

### Choix des interprètes
Enzo Barboni envisage dans un premier temps de confier les rôles de Trinita et Bambino à Peter Martell et George Eastman. Mais découvrant l'intérêt de Terence Hill et Bud Spencer pour le projet, ces derniers souhaitant faire un film pour eux, Barboni accepte finalement de les choisir. De ce fait, il remanie le scénario dans un registre plus comique dans lequel les tueries aux pistolets laissent place aux bagarres à poings nus.
Vétéran des films d'Alfred Hitchcock, Farley Granger, alors en pleine traversée du désert, est engagé pour le rôle de l'infâme major Harriman.

### Tournage
En raison du faible budget, le film n'est pas tourné en Espagne, comme ce fût le cas de la plupart des western italiens de l'époque, mais en Italie même. Le camp mormon est construit dans un parc situé à côté de Rome.
Farley Granger a causé pas mal de problèmes sur le tournage. Un jour, il a déchiré un script dans un excès de colère.

### Musique
La musique du film est composée par Franco Micalizzi.
Liste des titres
1. Trinity : Titoli (3:05)
2. Un cowboy e due ragazze (2:32)
3. Di fronte ai killers (2:10)
4. Trinity : con la stella di vicesceriffo (1:59)
5. In due contro tutti (1:32)
6. C'è un tempo per vivere (1:55)
7. Mescal, ladrone messicano (1:26)
8. Trinity, a cavallo lungo il fiume (2:04)
9. Lazy cowboy (1:07)
10. Trinity : sequenza finale (3:09)
11. C'e' un tempo per vincere : i mormoni alla riscossa (2:34)
12. Trinity : sempre in guardia (1:09)
13. Trinity : a mollo nella tinozza (1:20)

## Autour du film
- Le film a marqué un tournant dans le western spaghetti. En effet la violence des tueries laisse la place à l'humour tandis que les pistoleros taciturnes sont remplacés par des personnages très bavards[4].
- Avec ce film, Bud Spencer a popularisé son fameux coup de poing-massue, un coup que, par ailleurs, l'acteur avait effectué une première fois pour assommer Terence Hill dans Dieu pardonne... moi pas !.
- La musique d'introduction, intitulée Trinity, fût reprise par Quentin Tarantino dans son Django Unchained.

## Les fauxTrinita
Après la sortie des deux Trinita, les distributeurs français ont ressorti des anciens films de Terence Hill et Bud Spencer en exploitant le succès des deux films :
- Dieu pardonne... moi pas ! est ressorti en 1977 directement sous le titre Trinita ne pardonne pas (il reprendra finalement son titre initial avec le temps et les sorties vidéos).
- La Colline des bottes devient Trinita va tout casser.
- La Colère du vent, avec seulement Terence Hill, est renommé Trinita voit rouge.
- Django, prépare ton cercueil ! devient Trinita, prépare ton cercueil !.
- Rita nel West sort directement sous le titre T'as le bonjour de Trinita.
- Un génie, deux associés, une cloche, avec Terence Hill, Robert Charlebois et Miou-Miou sortit également sous le titre Trinity is back again en versions anglophones (il en existe plusieurs montages).